# SERP
La Pàgines de Resultats del motor de cerca (SERP) són pàgines mostrades per motors de cerca en resposta a la consulta realitzada per un usuari. El component principal del SERP és el llistat de resultats que són presentats pel motor de cerca en resposta a una consulta de paraules clau.
Els resultats són de dos tipus, cerca orgànica (recuperat per l'algoritme del motor de cerca) i cerca patrocinada (anuncis). Els resultats són normalment ordenats per rellevància a la consulta. Cadascun dels resultats mostrats en el SERP normalment inclou un títol, un enllaç que assenyala la pàgina Web, i una descripció curta.
A causa del gran nombre d'elements que es mostren disponibles o relacionats a la consulta, hi ha normalment diverses pàgines en resposta a una sola consulta de cerca com el motor de cerca o les preferències de l'usuari les quals restringeixen veure a un subconjunt de resultats per pàgina. Cada pàgina següent tendeix a tenir una classificació o resultats de rellevància més baixos. Igual que el món dels mitjans impresos tradicionals i la seva publicitat, això permet un preu competitiu per als béns immobles de la pàgina, però es complica per la dinàmica de les expectatives i les intencions dels consumidors - a diferència dels mitjans impresos estàtics on el contingut i la publicitat de cada pàgina són els mateixos per a tots els lectors, tot i que la còpia impresa està localitzada fins a cert punt, normalment geogràfica, com ara l'estat, la zona metropolitana, la ciutat o el barri, els resultats dels motors de cerca poden variar en funció de factors individuals, com ara els hàbits de navegació.

## Components
Els resultats de la cerca orgànica, la consulta i els anuncis són els tres components principals del SERP. Tot i això, el SERP dels principals motors de cerca, com Google, Yahoo!, i Bing, pot incloure molts tipus diferents de resultats millorats (cerca orgànica i patrocinats), com ara fragments rics, imatges, mapes, definicions, quadres de respostes, vídeos o refinaments de cerca suggerits. Un estudi recent va anunciar que el 97% de les consultes de Google conté rica.
Els principals motors de cerca diferencien visualment tipus de contingut específic com imatges, notícies i blogs. Molts tipus de contingut han especialitzat plantilles de SERP i realçaments visuals en la primera pàgina de resultats.

### Consulta de cerca
També conegut com a 'corda de cerca de l'usuari', això és la paraula clau o conjunts de paraules que són escrites per l'usuari en la barra de cerca del motor de cerca. La barra de cerca es troba a la part superior en tots els motors de cerca importants com Google, Yahoo, i Bing. Els usuaris especifiquen el tema desitjat basant-se en les paraules clau introduïdes a la barra de cerca en el motor de cerca.
La competència entre motors de cerca per marcar l'atenció de més usuaris, la satisfacció del consumidor ha estat una força de conducció en l'evolució de l'algoritme de cerca aplicat per filtrat de manera òptima els resultats de rellevància.
Les consultes de cerca ja no tenen èxit si es basen en la simple cerca de paraules que coincideixin exclusivament per ortografia. Cal determinar la intenció i les expectatives per determinar si el resultat adequat és una coincidència basada en els significats més amplis extrets del context.
Aquest sentit del context ha crescut des de la simple concordança de paraules, i després de frases, fins a la concordança d’idees. I els significats d’aquestes idees canvien amb el temps i el context. La concordança correcta es pot obtenir de manera col·lectiva, què són els que cerquen i hi fan clic, quan s'introdueixen paraules clau relacionades amb aquestes altres cerques. El crowdsourcing es pot centrar en funció de les xarxes socials pròpies.
Amb l’aparició de dispositius portàtils, telèfons intel·ligents, rellotges i diversos sensors, aquests proporcionen dimensions cada vegada més contextuals per al consumidor i l’anunciant per afinar i maximitzar la rellevància mitjançant factors addicionals que es poden obtenir com: la salut relativa de la persona, la riquesa, i diversos altres estats, hora del dia, hàbits personals, mobilitat, ubicació, temps i serveis i oportunitats propers, ja siguin urbans o suburbans, com ara esdeveniments, menjar, esbarjo i negocis. El context social i les influències del crowdsourcing també poden ser factors pertinents.
El fet de poder fer l'entrada de cerca a través del teclat de la mateixa manera que es pot fer per veu, a part de la comoditat, també fa que altres factors estiguin disponibles a diversos graus de precisió i pertinència, com ara el caràcter, l'entonació, l'estat d’ànim, l’accent, l’ètnia i fins i tot els elements que es van escoltar de prop les persones i l'entorn de fons.

### Resultats orgànics
Els llistats SERP orgànics són els llistats naturals generats pels motors de cerca basats en una sèrie de mètriques que determinen la seva rellevància per al terme cercat. Les pàgines web que obtenen bones puntuacions en la prova algorítmica d'un motor de cerca es mostren en aquesta llista. Aquests algoritmes es basen generalment en factors com la qualitat i la rellevància del contingut, l'expertesa, l’autoritat i la confiança del lloc web i de l’autor en un tema determinat, una bona experiència d’usuari i enllaços d’entrada.

La gent tendeix a veure els primers resultats a la primera pàgina. Cada pàgina dels resultats del motor de cerca sol contenir 10 llistats orgànics (tot i que algunes pàgines de resultats poden tenir menys llistats orgànics). Segons un estudi del 2019, els CTR de la primera pàgina són els següents:
- Posició 1: 31.7%
- Posició 2: 24.7%
- Posició 3: 18.7%
- Posició 4: 13.6%
- Posició 5: 9.5%
- Posició 6: 6.2%
- Posició 7: 4.2%
- Posició 8: 3.1%
- Posició 9: 3%
- Posició 10: 3.1%

### Resultats Patrocinats
Tots els principals motors de cerca amb una quota de mercat important, accepten llistats de pagament. Aquesta forma única de publicitat en motors de cerca, garanteix que el vostre lloc apareixerà als primers resultats de les paraules clau que orienteu. Els anuncis de cerca de pagament també s’anomenen anuncis patrocinats i / o anuncis de pagament per clic (PPC).

### Sistema de respostes de Google
Aquest sistema de respostes és mostrat per Google en els pàgines de resultats de cerca quan una pàgina web conté contingut de dada estructurada. Això ajuda l'algoritme de Google a índexar i entendre el contingut millor. Google dona suport de resultats pel tipus de temes següents:
- Producte – Informació sobre un producte, incloent preu, disponibilitat, i índexs de revisió.
- Receptes – Receptes que poden ser mostrades dins cerques de web i la vista de receptes.
- Resenyes – Una ressenya d'alguna cosa com un restaurant, pel·lícula, o botiga.
- Esdeveniment – Un esdeveniment organitzat, com festivals de música o art, els quals les persones podrien assistir en un temps o llocs concrets.
- Programari d'Aplicació – Informació sobre un programari app, incloent el seu URL, índexs de revisió, i preu.
- Vídeo – Un vídeo en línia, incloent una descripció. Mostra els tres recursos d'imatge, respostes, contingut i URL dins una caixa.
- Article de notícia – Un article de notícia, incloent el titular, imatges, i informació de l'editor.
- Ciència datasets
- Contingut relacionat a feines

## Generació
Els principals motors de cerca com Google, Yahoo !, i Bing utilitzen principalment el contingut inclòs a la pàgina i les etiquetes de metadades d’una pàgina web per generar el contingut que forma un fragment de cerca. Generalment, l'etiqueta de títol HTML s’utilitzarà com a títol del fragment mentre que s’utilitzaran els continguts més rellevants o útils de la pàgina web (etiqueta de descripció o còpia de la pàgina).

## Accés automatitzat
Les pàgines de resultats del motor de cerca estan protegides contra l'accés automàtic mitjançant diversos mecanismes defensius i els termes del servei. Aquestes pàgines de resultats són la font principal de dades per a l'optimització del motor de cerca, la ubicació del lloc web per a paraules clau competitives es va convertir en un important camp d'interès i negoci. Fins i tot, Google ha utilitzat Twitter per advertir als usuaris contra aquesta pràctica.

Els resultats patrocinats (creatius) a Google poden costar una gran quantitat de diners per als anunciants. Les paraules clau més cares són per a serveis legals, especialment advocats de danys personals en mercats altament competitius. Aquestes paraules clau oscil·len entre centenars de dòlars, mentre que la més cara és de gairebé 1.000 dòlars per cada clic patrocinat.

El procés de recollida de les dades de les pàgines de resultats del motor de cerca se sol anomenar "rascat de motors de cerca" o en forma general "rastreig web" i genera les dades que les empreses relacionades amb el SEO necessiten per avaluar els rànquings orgànics i patrocinats competitius dels llocs web. Aquestes dades es poden utilitzar per fer un seguiment de la posició dels llocs web i mostrar l'eficàcia del SEO, així com de les paraules clau que poden necessitar més inversió en SEO per classificar-se més.